# Os du Randt
Jacobus Petrus du Randt, detto Os (Elliot, 8 settembre 1972), è un ex rugbista a 15 e allenatore di rugby a 15 sudafricano, pilone, due volte campione del mondo con gli Springbok nel 1995 e nel 2007.

## Biografia
Tra gli ultimi rappresentanti ad alto livello dell'epoca dilettantistica del rugby, "Os" ("bue" in afrikaans) du Randt vinse la Coppa del Mondo di rugby 1995 in Sudafrica poco prima del passaggio della disciplina al professionismo, e il suo ultimo incontro in assoluto fu la finale della Coppa del Mondo di rugby 2007 vinta contro l'Inghilterra; è, al 2018, tra i pochi giocatori a essersi aggiudicato il titolo due volte.
La sua carriera di club si svolse quasi sempre nei Free State Cheetahs (e nella sua franchise professionistica, i Central Cheetahs, tranne una parentesi nei Lions e un'altra nei Bulls.
Esordì in Nazionale sudafricana nel 1994 a Port Elizabeth contro l'Argentina e l'anno seguente fu in campo nella Coppa del Mondo, la prima manifestazione rugbistica ufficiale cui il Sudafrica aderì dopo la fine dell'apartheid e la riammissione nelle competizioni sportive.
In corso di torneo fu in campo 4 volte, compresi tutti gli incontri a eliminazione diretta; fu quindi titolare nella finale vinta contro la Nuova Zelanda a Johannesburg 15-12.
Divenuto professionista, prese parte anche al Tri Nations 1996, la prima edizione di tale torneo, e rimase titolare fisso in Nazionale fino alla Coppa del Mondo di rugby 1999 (conclusa al terzo posto finale), che rimase per tre anni il suo ultimo impegno con la maglia degli Springbok.
In tale data, infatti, decise il ritiro a causa di un malessere cronico alla caviglia e rimase volontariamente fuori dalle competizioni per tre anni, finché nel 2003 fu richiamato in attività dal suo ex compagno di squadra Rassie Erasmus.
Insieme al ritorno all'attività giunse anche il rientro in Nazionale nel 2004: fu presente al Tri Nations di quell'anno, vinto proprio dal Sudafrica, e mantenne ininterrottamente il posto di pilone titolare per i tre anni successivi.
Convocato anche alla Coppa del Mondo di rugby 2007 in Francia, compì 35 anni il giorno precedente all'inizio della manifestazione e scese in campo in tre incontri di prima fase più tutti quelli dell'eliminazione diretta; alla vigilia della finale di Parigi contro l'Inghilterra annunciò la sua intenzione di ritirarsi dopo la fine della competizione; il Sudafrica vinse la finale 15-6 e Os du Randt entrò a far parte del gruppo ristretto di giocatori che, all'epoca, si erano aggiudicati due coppe (gli australiani Crowley, Eales, Horan, Kearns e Little).
Relativamente a tale competizione, inoltre, vanta un record di quindici vittorie e una sola sconfitta (la semifinale della Coppa del Mondo di rugby 1999) su 16 incontri disputati in tre edizioni.
Divenuto allenatore, è il preparatore degli avanti dei Central Cheetahs, e ha ricoperto analogo ruolo anche negli Springbok fino al marzo 2011.

## Palmarès
- Coppe del mondo: 2
Sudafrica: 1995, 2007